# Молдовска революция (1848)
Молдовската революция от 1848 г. е безуспешно румънско либерално и романтично националистическо движение, възникнало в Молдова и вдъхновено от революциите от 1848 г.. Първоначално то търси място в политическата рамка, определена от Органическия регламент на дунавските княжества Влахия и Молдова, но в крайна сметка я отхвърля като наложена от Руската империя и призовава за по-задълбочени политически реформи. Водено от група млади интелектуалци, движението се ограничава най-вече до петиции и конституционни проекти. За разлика от успешното въстание, състояло се по-късно същата година в съседна Влахия, Молдавската революция бързо е потушена. Това се случва въпреки факта, че молдовските революционери са по-умерени и склонни да правят компромиси в исканията си за реформи, отколкото влашките революционери. Това се обяснява с факта, че молдовският политически и социален живот се доминира от поземлена консервативна аристокрация, а средната класа все още е в своя зародиш.

## Предпоставки
В Молдавия болярите, от чиито по-ниски прослойки произлизат революционерите, влизат в остър конфликт с княз Михаил Стурдза, като възразяват срещу неговия авторитаризъм и нежелание да слуша съветите им. Някои сред тях дори искат трона за себе си, като го заклеймяват пред суверените му в Санкт Петербург и Истанбул и правят заговори в общото събрание. Тъй като болярите остават вътрешно разделени и им липсва народна подкрепа, Стурдза остава необезпокоен за тези обостряния.
В действителност селячеството също е огорчено и между 1846 и 1848 г. опозицията срещу Стурдза се засилва. През 1846 г. търговските и индустриални сдружения в столицата Яш протестират срещу плана на княза да повиши отново данъците; в няколко селски района малки и средни хазяи възразяват срещу плащането на допълнителни данъци; през лятото на 1847 г. в няколко жудеца се наблюдават остри съревнования между либерални боляри за места в общото събрание. Селяните в Молдова и Влашко отказват да извършват трудови услуги, като през есента на 1847 г. и следващата пролет се увеличават насилието и бягствата в чужбина. Жадни за промяна, интелектуалците са вдъхновени от февруарската революция в Париж, където редица от тях са получили образованието си. 

## Ход на събитията

### В Яш
След избухване на размириците във Влашко, молдавските революционери се отправят към Яш. На 8 април 1848 г. няколко велики боляри, противопоставени на Стурдза, по-млади либерални боляри и представители на средната класа и други градски класи, може би общо хиляда души, се срещат в хотел „Петербург“, за да вземат решение за действие. Тази среща е кулминацията на няколкоседмични малки частни събирания и няколко публични манифеста, осъждащи деспотизма и продиктувани от новините за аналогичните събития в Париж, Виена и Берлин. Умерените радикали надделяват, убеждавайки събралите се да се изпрати прошение до княза, излагаща всичките им оплаквания и предлагайки подходящи реформи. Те също така се съгласяват да разпуснат своето събрание и всички други асоциации веднага след подаване на петицията. Подобна предпазливост изглежда е вдъхновена главно от страха, че градските ниски класи и селяните ще изтласкат протестното движение до крайности. 
Комитет, председателстван от поета Василе Александри, изготвя Петиция-прокламация, адресирана до населението и до княза. Основна цел е да се установи умерен либерален политически режим и да се стимулира икономическото развитие. Като основен принцип на управление се определя стриктното спазване на закона от страна на длъжностни лица, както и на гражданите— несъмнено продиктувано от корупцията и произвола на авторитарния режим на Стурдза. След това бяха изложени правила за избиране на ново, по-представително събрание с увеличени правомощия, включително правото да прави предложения до княза по всички въпроси, засягащи общото благосъстояние и да разглежда всички правителствени наредби, касаещи обществените дела и съдебната администрация, преди те да бъдат въведени. Революционерите-реформатори настояват за създаването на национална банка „за улесняване на търговията“ и премахването на всички тарифи, „вредни за селското стопанство и търговията“, като също така отправят обща молба за подобряване на отношенията между селяните, поземлените наемодатели и държавата. Въпреки че са ангажирани с реформи, реформаторите не възнамеряват да отменят съществуващите политически и социални структури в страната.
Стурдза получава петицията-прокламация на 9 април и се съгласява с 33 от нейните 35 точки, отхвърляйки онези, които се отнасят до разпускане на общото събрание и формиране на национална гвардия, възразява и срещу премахването на цензурата. За негова изненада лидерите на движението настояват за приемане на петицията в нейната цялост. Стурдза противодейства, като се оттегля в армейската казарма и същата вечер предприема стъпки, за да смаже опозицията. След единични сблъсъци няколко души са убити, около 300 са арестувани, а много повече бягат в Трансилвания и в Буковина. Сред избягалите са Алекандри и младият офицер Александру Йоан Куза, които ще се завърнат да управляват Обединените княжества през 60-те години на XIX век. Стурдза, който сега се стреми да спре окончателно всякакво несъгласие, накара някой дори да бъде заподозрян в опозиция да бъде арестуван, наложи строга цензура и накара студентите, връщащи се от Франция, да спрат на границата и да бъдат разпитани, преди да им бъде позволено да продължат. 
Молдавското и влашкото движение алармират Русия, която в края на март предупреждава Стурдза и княз Бибеску, че ще изпратят войска през граничната река Прут, ако се направят промени в приетата система на Органичния статут. Заплахата окуражава Стурджа да се противопостави на исканията на либералите. През април, след като просителите от Яш са разпръснати, цар Николай аташира генерал Александър Дюамел да разследва ситуацията; в Яш той съветва княза да направи няколко скромни отстъпки, за да успокои ситуацията, но последният отхвърля всяко движение към „либерализъм“.

### В Чернивци
На своя среща в Кернауци, Буковина молдовските либерали сформират Молдовски революционен комитет и възлагат на Михаил Kogălniceanu да изготви нова принципна декларация под названието „Желания на националната партия в Молдова“, публикувана през август. По-либерална от петицията от 9 април, тя призова за избор на събрание с обширни правомощия, включително правото да инициира законодателство, и за разширяване на местната автономия на жудеците, градовете и селските общини.
Когълничану също така изготвя проект на конституция, която да направи законодателната власт доминиращ клон на правителството, позволявайки ѝ да гласува данъци, да изготвя годишния държавен бюджет, да стимулира земеделието, промишлеността и търговията, законите за реформи, да избира княза и да избира митрополит и епископи на православната църква. Когълничану, бъдещ министър-председател на Румъния, предлага всички обществени поръчки да бъдат представени в събранието, без да призовава за всеобщо избирателно право. Вместо това той предлага създаването на избирателна колегия, давайки на висшите класи преобладаваща власт. Подобно на повечето си колеги, той се чувства длъжен да остане съпричастен на социалните и политическите реалности на епохата чрез признаване на това болярите да продължават да имат водеща роля и ограничаване на участието на селяните, поради тяхната липса на образование и опит. 

## Последствия
На 7 юли руските войски влизат в Молдова, за да предотвратят създаването на революционно правителство, подобно на това в Букурещ,  като не преминават във Влашко до 27 септември. Военното управление продължава до 1 май 1849 г., когато е подписана конвенцията от Балта-Лиман с османското правителство и е възстановен съвместният руско-турски контрол над Дунавските княжества.
През 1849 г. за нов княз на Молдавия е обявен Григоре Александру Гика – близък до реформаторите и подкрепящ либералната им програма. Изборът се дължи главно на османския велик везир Решид паша, който е впечатлен от умерения либерализъм на Гика, който според него ще насърчи стабилна администрация след турбуленцията от предходната година. Оставайки съпричастен на либералния дневен, Гика не само позволява на редица реформатори да се върнат у дома, но вкара много от тях в своята администрация, включително Когълничану, Алекандри и Йон Йонеску де ла Брад. Гика въведе важни административни реформи и насърчава икономическото развитие и образованието, но в крайна сметка губи подкрепата на реформаторите, тъй като не успява да промени статута на селяните и да разшири участието на средната и ниската класа в политическия живот. 